# Вернер Вебер
Вернер Вебер (нім. Werner Weber; 10 листопада 1907, Берлін — 10 березня 1944, Атлантичний океан) — німецький офіцер-підводник, корветтен-капітан крігсмаріне.

## Біографія
В 1925 році вступив на флот. З червня 1939 року — 1-й вахтовий, дивізійний і артилерійський офіцер на плавучій базі підводних човнів «Саар». З грудня 1940 року — командир роти при штаб-квартирі командувача підводним флотом. В березні-серпні 1943 року пройшов курс підводника, в серпні-вересні — курс командира підводного човна. З 8 жовтня 1943 року — командир U-845. 8 січня 1944 року вийшов у свій перший і останній похід. 9 лютого пошкодив британський торговий пароплав Kelmscott водотоннажністю 7039 тонн, який перевозив газетний папір; всі 61 члени екіпажу вціліли. 10 березня U-845 був потоплений в Північній Атлантиці південно-західніше Ірландії (48°20′ пн. ш. 20°33′ зх. д.) глибинними бомбами британського есмінця «Форестер», канадських есмінця «Сейнт Лорен», корвета «Оуен Саунд» і фрегата «Суонсі». 45 членів екіпажу були врятовані, 10 (включаючи Вебера) загинули.

## Звання
- Фенріх-цур-зее (29 червня 1935)
- Лейтенант-цур-зее (1 жовтня 1936)
- Оберлейтенант-цур-зее (1 червня 1938)
- Капітан-лейтенант (1 січня 1940)
- Корветтен-капітан (1 березня 1944)

## Нагороди
- Медаль «За вислугу років у Вермахті» 4-го і 3-го класу (12 років)
- Залізний хрест 2-го класу (1940)